# Avguštinci

Avguštinci (lat. Ordo Sancti Augustini), kratica: OSA,  so meniški red, imenovan po svetem Avguštinu.
Avguštinci so skupek raznih duhovnih panog, katerih menihi se opirajo na vodila, ki jih pripisujejo svetemu Avguštinu. v 11. stoletju so se kot prvi pojavili korarji ali redovni kanoniki, v 12. stoletju pa viljemiti in razne druge puščavniške (eremitske) skupine. Vsi ti so se leta 1256 združili v red avguštincev. 

## Samostanske skupnosti
- avguštinci kanoniki
- avguštinci kanonise
- avguštinci eremiti, beraški meniški red ustanovljen 1256 (lat. Ordo Sancti Augustini), kratica (OSA)
- Diskalceati (bosonogi avguštinci) - ustanovljeni 1470
- avguštinci asumpcionisti - ustanovljeni v 19.stoletju

## Samostani
Na Slovenskem govornem področju so avguštinci delovali v Velikovcu (od 1256 dalje), ena od vej viljemitov na Muti (1271), v Radgoni (1360), bosonogi avguštinci pa v Ljubljani (1625).
Na Hrvaškem govornem področju pa so avguštinci delovali na Reki (do druge polovice 18. stoletja), v Iloku, Borovu, Makarski in Sveti Nedelji.
Samostani so delovali vse do jožefinskih reform.